# 닐 이머만

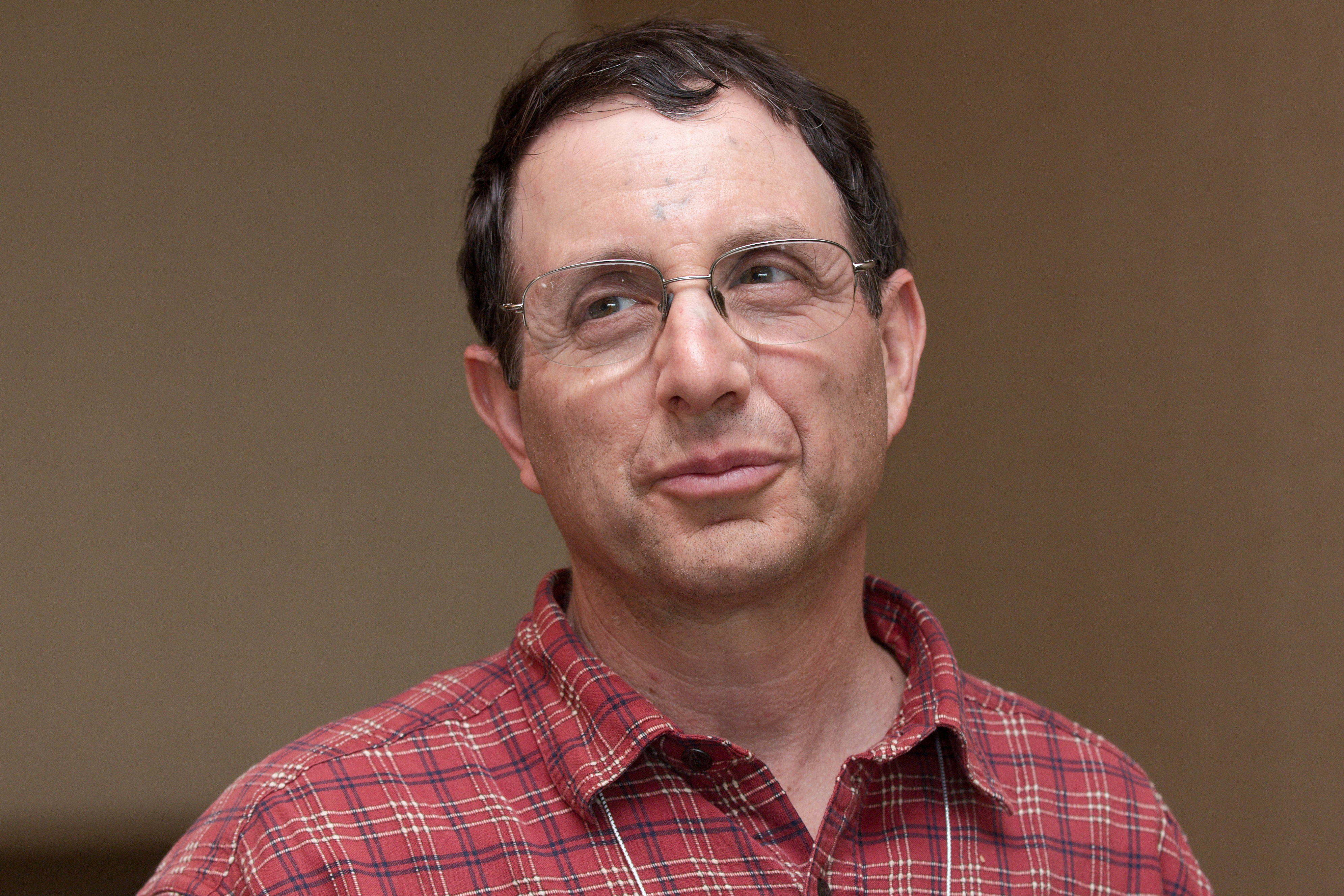
2010년, Neil Immerman

Neil Immerman은 뉴욕 Manhasset에서 1952년 11월 24일에 태어난 미국의 이론 컴퓨터 과학자이며, 현재 매사추세츠 앰허스트 대학 (University of Massachusetts Amherst)의 컴퓨터 학과 교수로 재임 중이다.
그는 모델체킹, 데이터베이스 이론, 계산복잡도 이론에서의 연구에 적용하고있는 접근방법인, descriptive complexity의 핵심 개발자 중의 하나이다.
Immerman교수는 SIAM Journal on Computing와 Logical Methods in Computer Science의 에디터이기도 하다. 뿐만아니라 ACM fellowship과 Guggenheim fellowship을 갖고있다.
그는 1974년 예일대학교에서 학사학위와 석사학위를 받았고, 코넬대학의 튜링 상 수상자인 Juris Hartmanis교수의 지도 하에 1980년 박사학위를 받았다. 그리고 그는 그의 저서 "Descriptive Complexity"를 1999년에 출판하였다.
Immerman은 Róbert Szelepcsényi와 공동으로 Immerman–Szelepcsényi 이론으로 알려져있는 증명에 대해, 1995년 이론 컴퓨터 과학의 Gödel Prize를 수상했다.
이 Immerman–Szelepcsényi 이론은 비결정론적 공간 복잡도 클래스가 여공간(집합) 아래에 닫힌 상태임을 나타낸다.